# Fontaine-sur-Somme
Fontaine-sur-Somme is een gemeente in het Franse departement Somme (regio Hauts-de-France) en telt 469 inwoners (1999). De plaats maakt deel uit van het arrondissement Abbeville.

## Geografie
De oppervlakte van Fontaine-sur-Somme bedraagt 15,0 km², de bevolkingsdichtheid is 31,3 inwoners per km².
De onderstaande kaart toont de ligging van Fontaine-sur-Somme met de belangrijkste infrastructuur en aangrenzende gemeenten.

## Demografie
Onderstaande figuur toont het verloop van het inwonertal (bron: INSEE-tellingen).